# Stereophonics
Stereophonics är ett rockband från Wales, Storbritannien, som bildades 1992 i byn Cwmaman nära Aberdare i Wales. Bandmedlemmarna är för närvarande Kelly Jones på sång och gitarr, Richard Jones på bas, Javier Weyler på trummor och Adam Zindani på gitarr. Tony Kirkham (keyboard) spelar med bandet på turnéer. Bandet har släppt tio album som sålts i mer än  12 miljoner exemplar världen över. De storsäljande singlarna Maybe Tomorrow och Have a Nice Day är bandets största hits.
Bandet var ursprungligen ett coverband och hette då Tragic Love Company, en blandning av namnen på tre av deras favoritband (The Tragically Hip, Mother Love Bone och Bad Company). De bytte sedan namn till "Stereophonics", som var namnet på tillverkaren av en skivspelare som tillhörde Stuart Cables far.
I maj 1996 blev Stereophonics det första bandet som skrev på för det nystartade skivbolaget V2 Records. Deras första album Word Gets Around släpptes i augusti 1997 och blev en stor succé i Storbritannien,

## Bandmedlemmar

### Nuvarande medlemmar
- Kelly Jones – sång, gitarr, keyboard (1992–)
- Richard Jones – bas, bakgrundssångare, piano (1992–)
- Adam Zindani – gitarr, bakgrundssångare (2007–)
- Jamie Morrison - trummor (2012-)

### Tidigare medlemmar
- Stuart Cable – trummor, slagverk, bakgrundssångare (1992–2003)
- Javier Weyler – trummor, slagverk (2004–2012)

### Turnémedlemmar
- Tony Kirkham – keyboard (1992–present)
- Scott James – gitarr (2001–2004)
- Aileen McLaughlin – bakgrundssångare (2002–2003)
- Michale Johnson Pailing III – bakgrundssångare (2002–2003)
- Steve Gorman – trummor, slagverk (2003–2004)

## Diskografi

### Studioalbum
- Word Gets Around (1997)
- Performance and Cocktails (1999)
- Just Enough Education to Perform (2001)
- You Gotta Go There to Come Back (2003)
- Language. Sex. Violence. Other? (2005)
- Pull the Pin (2007)
- Keep Calm and Carry On (2009)
- Graffiti on The Train (2013)
- Keep The Village Alive (2015)
- Scream Above The Sounds (2017)
- Kind (2019)
- Oochya! (2022)
- Make 'em Laugh, Make 'em Cry, Make 'em Wait (2025)